# Piazza Omonoia
Piazza Omonoia (in greco Πλατεία Ομονοίας), in italiano 'Piazza della Concordia', è una piazza di Atene, ubicata nell'omonimo quartiere.
Centro culturale e geografico della città, frequentato sia dagli ateniesi che dai turisti, è da qui partono le arterie principali della città quali Via Athinàs, Via Stadiou, Paniyitsaldari, Panepistimiu e Via III Settembre. Anticamente Omonia era semplicemente collegata dai tram, mentre oggi è servita dalle linee 1 e 2 della metropolitana di Atene.

## Descrizione
Dei molti edifici tradizionali che esistevano, oggi restano solo il Palazzo Alessandro Magno e il Palazzo Banghio, che un tempo funzionavano come alberghi. I lavori per la costruzione di questi palazzi furono iniziati nel 1834, progettati dagli architetti Stamathis Kleanthis ed Edward Schaubert. In origine la piazza si chiamava Piazza dei Palazzi perché una volta c'erano i palazzi reali, ma in seguito i progetti cambiarono. Così la piazza divenne meta per le passeggiate ateniesi, e la piazza ebbe dapprima il nome di Piazza Ottone e dal 1862 assunse il nome attuale in ricordo dei combattenti che qui misero un accordo di pace e di concordia, e proprio in questo luogo si svolse la festa della concordia in quell'anno.
Questa piazza oggi è servita non solo dalla metro ma anche dai tram, dagli autobus e dai filobus.  Oggi la piazza si è sviluppata in una zona definita come area commerciale, grazie alla costruzione di edifici costruiti negli anni sessanta. I lavori per la costruzione della metropolitana iniziarono nel 1930 per la costruzione della linea 1 della metro e nel 1990 per la costruzione della linea 2, con ulteriori ampliamenti realizzati in occasione delle Olimpiadi del 2004. Un tempo vi era anche collocata una fontana, distrutta per permettere così la costruzione della metropolitana.

## Trasporti
La piazza ospita la stazione omonima della rete metropolitana ateniese, punto d'incontro della Linea 1 e linea 2.
È inoltre attraversata da numerose linee di autobus e filobus.

## Galleria d'immagini

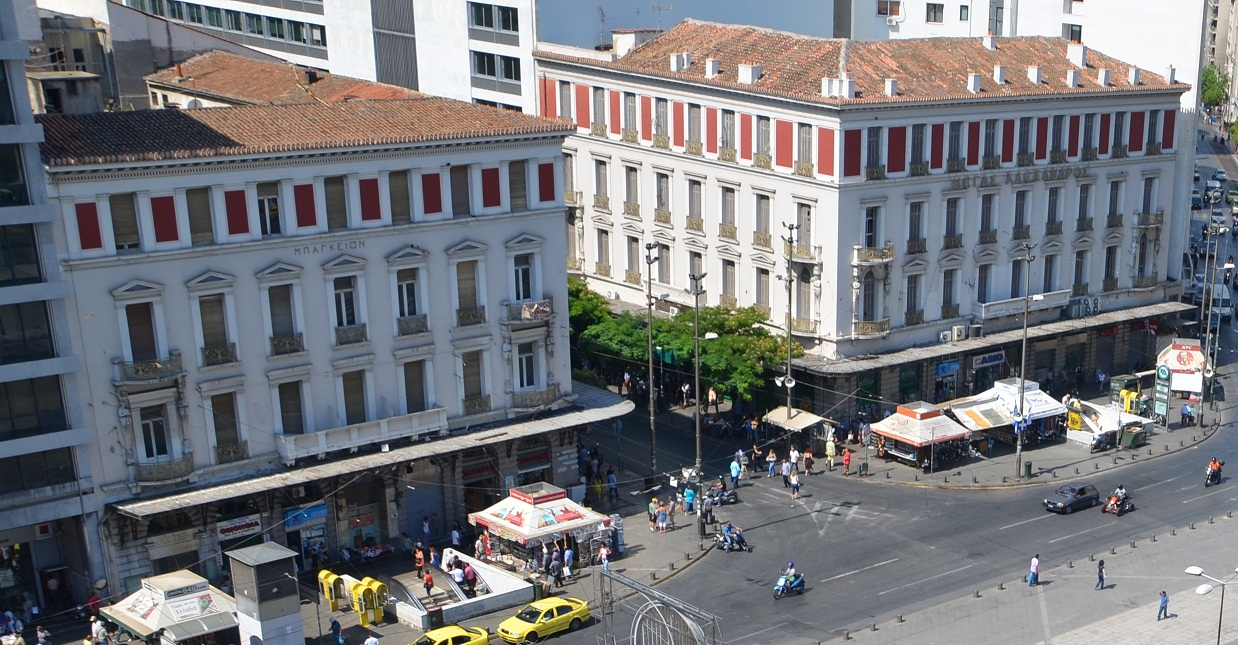
Due degli edifici più riconoscibili: il Palazzo Banghio (a sinistra) e il Palazzo Alessandro Magno (a destra).
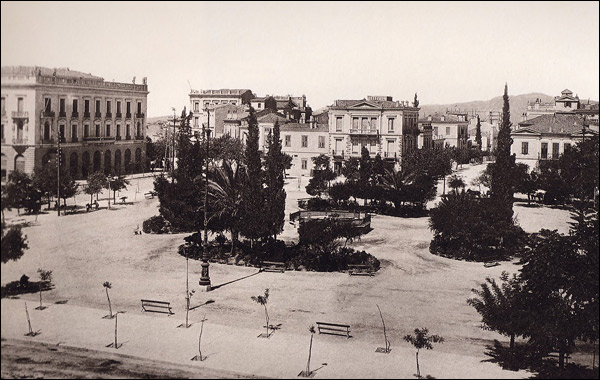
Piazza Omonoia nel 1890
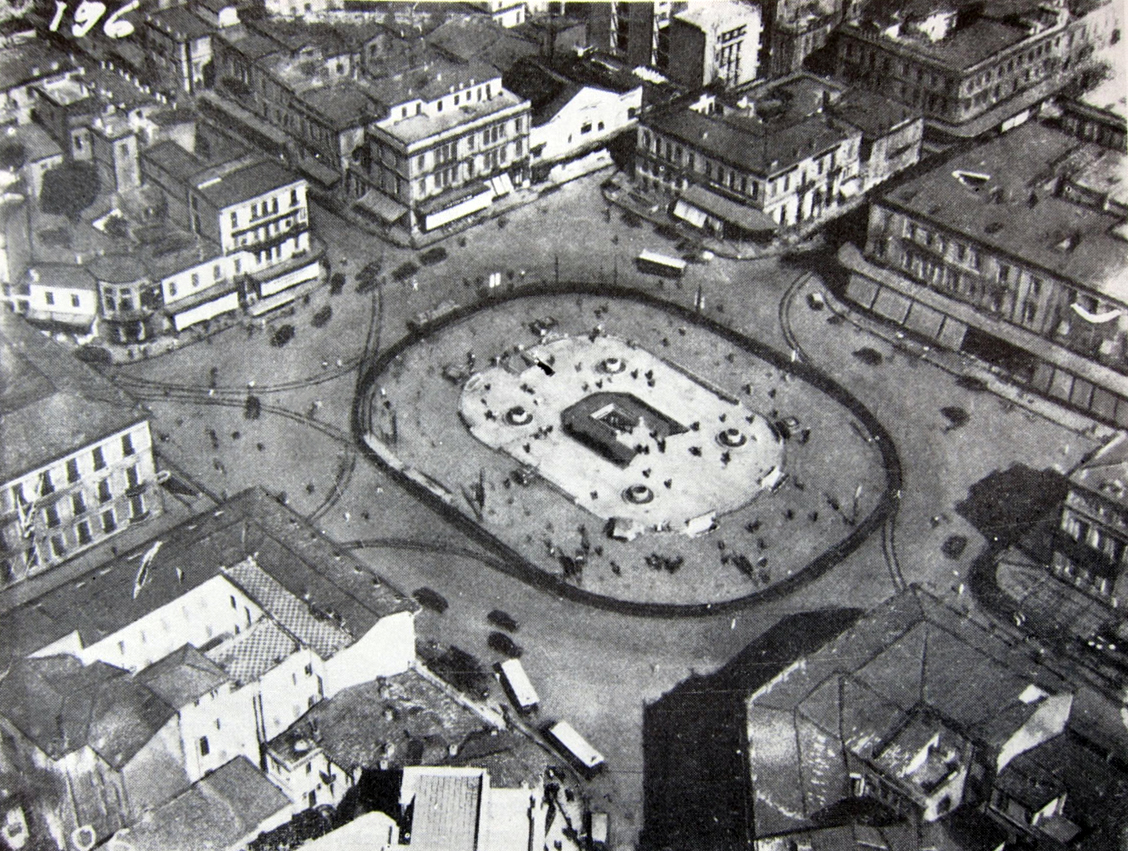
Piazza Omonoia nel 1925
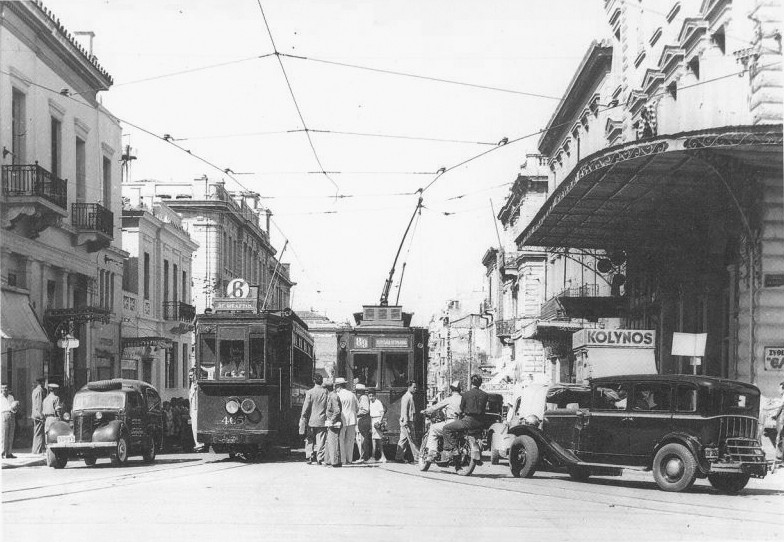
Omonoia negli anni cinquanta
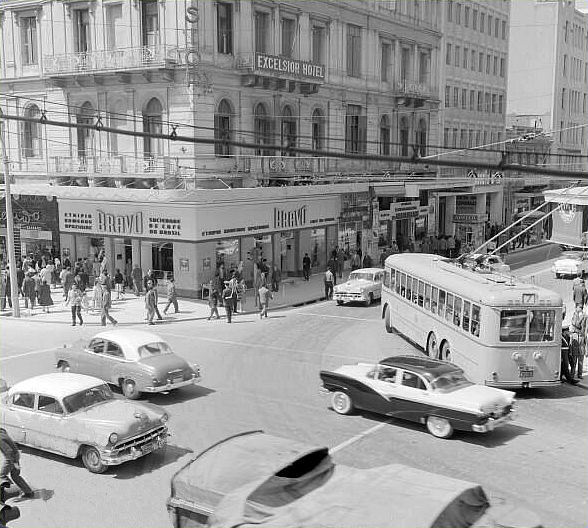
Omonoia negli anni sessanta
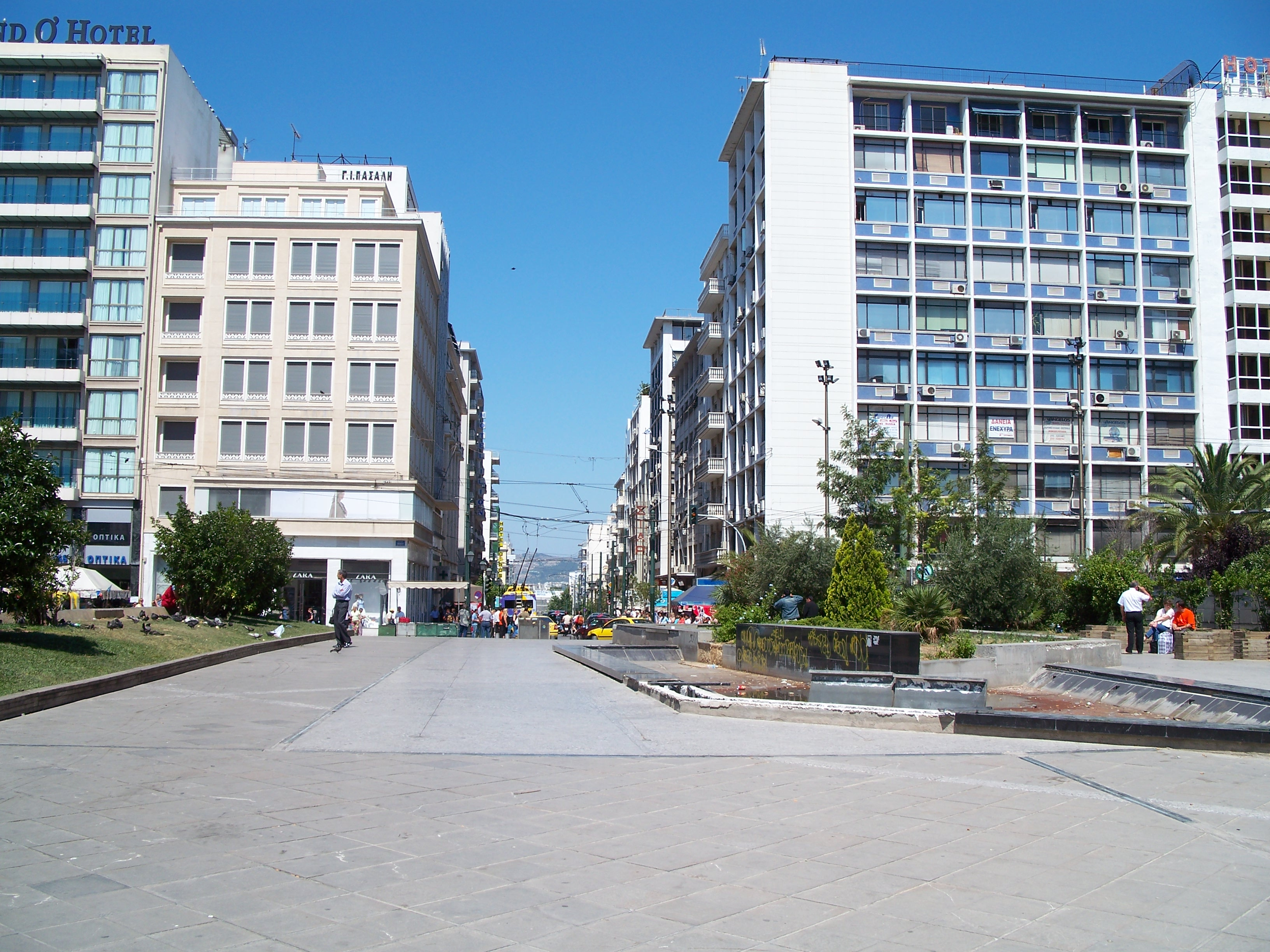
Vista della piazza
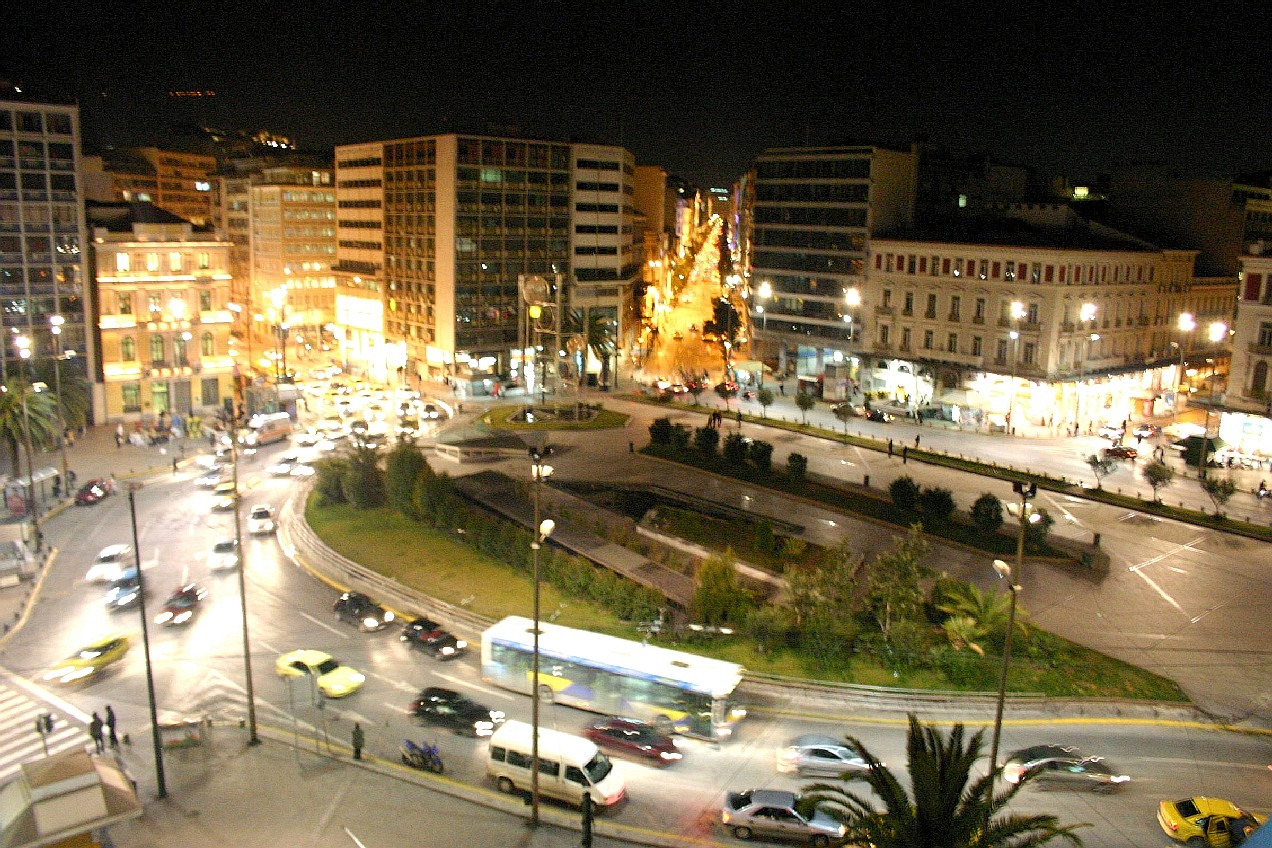
Vista notturna
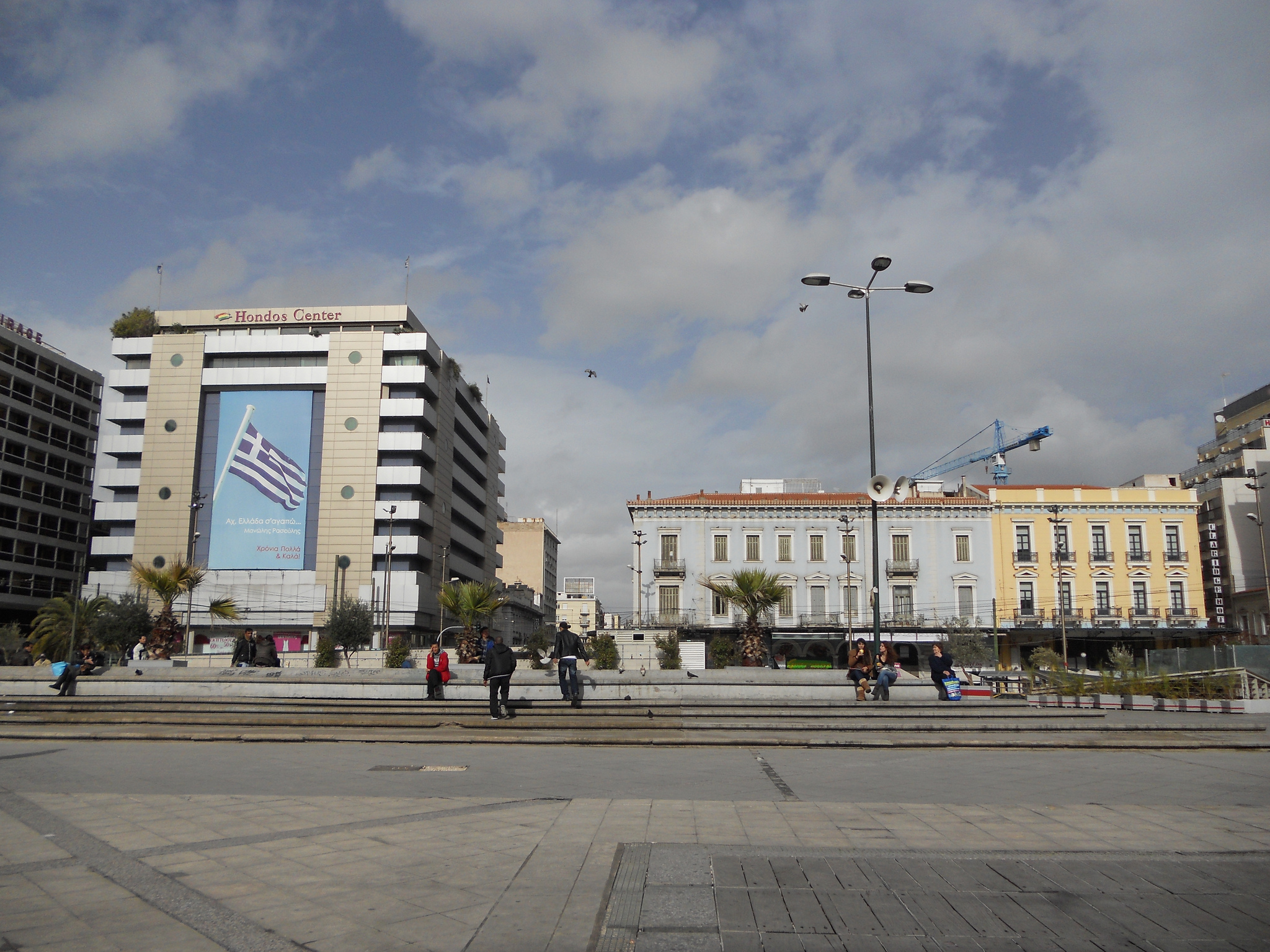
Piazza Omonoia nel 2013